# Behoite
La behoite (simbolo IMA: Beh) è un minerale raro della classe minerale degli "ossidi e idrossidi" con la composizione chimica Be(OH)2 e quindi chimicamente è un idrossido di berillio.

## Etimologia e storia
A. Seitz, U. Rösler e K. Schubert avevano già scoperto l'idrossido di berillio nel 1950 e ne avevano decifrato la struttura cristallina.
L'idrossido di berillio è stato scoperto per la prima volta come formazione minerale naturale nel 1964 nelle Honeycomb Hills nella contea di Juab, nello Utah. Tuttavia, Judy W. Montoya, G.S. Baur e S.R. Wilson menzionano il minerale appena scoperto solo brevemente e senza dargli un nome nel loro rapporto sul sito. Una descrizione più dettagliata sarà rimandata a un secondo momento.
Tuttavia, la prima descrizione completa dell'idrossido di berillio naturale non è stata fatta fino al 1970 da Arthur J. Ehlmann e Richard S. Mitchell su campioni di minerali scoperti da Joe Williams nelle pegmatiti di Rode Ranch nella contea di Llano, in Texas. Di conseguenza, questa località è anche considerata la località tipo per il minerale. Tuttavia, Ehlmann e Mitchell lasciarono la scelta del nome a Montoya, a cui concessero il privilegio di farlo a causa della precedente scoperta. In una conversazione personale, ha scelto il nome facendo una crasi dalla composizione chimica del minerale, Be e OH. Tuttavia, l'ortografia dello ione idrossido è stata invertita per il nome del minerale (HO anziché OH).

## Classificazione
Nell'obsoleta 8ª edizione della sistematica dei minerali secondo Strunz, la behoite non è ancora elencata. Tuttavia, Strunz menziona nella "serie della brucite" con il sistema nº IV/F.03 all'interno della divisione degli idrossidi, un idrossido di berillio ancora da discutere, senza nome, con la formula β-Be(OH)2.
Nella Sistematica dei lapis (Lapis-Systematik) di Stefan Weiß, che si basa ancora su questa vecchia classificazione di Strunz per rispetto verso i collezionisti privati e le collezioni istituzionali, al minerale è stato assegnato il sistema e il numero di minerale IV/F.01-20. In questa Sistematica ciò corrisponde alla classe di "ossidi e idrossidi" e lì alla sottoclasse "idrossidi e idrati ossidati (ossidi acquosi con struttura stratificata)", dove la behoite forma un gruppo indipendente, ma senza nome, insieme a sassolite e clinobehoite.
Anche la 9ª edizione della sistematica minerale di Strunz, valida dal 2001 e aggiornata dall'Associazione Mineralogica Internazionale (IMA) fino al 2024, classifica la behoite nella classe degli "ossidi e idrossidi" e da lì nella sottoclasse "4.F Idrossidi (senza V od U)". Questa viene ulteriormente suddivisa in base all'eventuale presenza di acqua cristallina aggiuntiva (H2O) e alla struttura cristallina, in modo che il minerale sia classificato nella suddivisione "4.FA Idrossidi con OH, senza H2O; tetraedri che condividono un vertice", dove forma il gruppo senza nome 4.FA.05a come unico membro.
La classificazione dei minerali di Dana, utilizzata principalmente nel mondo anglosassone, classifica anche la behoite nella classe degli "ossidi e idrossidi" e lì nella sottoclasse degli "idrossidi e ossidi contenenti idrossi". Qui è l'unico membro del gruppo senza nome 06.02.02 all'interno della suddivisione "Idrossidi e ossidi contenenti idrossi con formula X2+(OH)2".

## Chimica
La composizione chimica idealizzata della behoite (Be(OH)2) è costituita da berillio (Be) e ioni idrossido (OH) in un rapporto di quantità di sostanza di 1:2. Ciò corrisponde a una frazione di massa (% in peso) del 20,95% in peso di berillio e del 79,06% in peso di OH o del 74,37% in peso di ossigeno e del 4,69% in peso di idrogeno o, espressa sotto forma di ossido, del 58,13% in peso di ossido di berillio (BeO) e del 41,87% in peso di H2O.
L'analisi spettrografica semi-quantitativa del campione tipo proveniente dalle pegmatiti di Rode Ranch ha rivelato che il berillio è l'unico elemento importante. Sebbene un certo numero di altri elementi possa essere rilevato in tracce comprese tra 0,001 (bario, cobalto, molibdeno, vanadio, zirconio) e meno dello 0,1% in peso (tantalio), essi non sono coinvolti nella formazione del minerale e sono corrispondentemente mescolanze estranee. Anche le percentuali leggermente più elevate di silicio (dall'1 al 10% in peso) e ferro (dallo 0,3 al 3% in peso) sono dovute alle impurità.

## Abito cristallino
La behoite si presenta in cristalli incolori da euedrali (delimitati da facce geometriche ben definite) a subeuedrali, non più grandi di 1 mm, aventi habitus sub-ottaedrico.
La behoite cristallizza isotipicamente con la wülfingite (ε-Zn(OH)2) nel sistema ortorombico nel gruppo spaziale P212121 (gruppo nº 19) con i parametri reticolari a = 4,64 Å, b = 7,07 Å e c = 4,55 Å oltre a quattro unità di formula per cella unitaria.
La struttura cristallina della behoite è costituita da tetraedri Be(OH)4 che sono collegati tra loro tramite angoli condivisi per formare una struttura tridimensionale simile a quella della cristobalite.

## Modificazioni e varietà
Il composto Be(OH)2 è dimorfico e si presenta in natura come clinobehoite che cristallizza nel sistema monoclino oltre al corpo che cristallizza nel sistema ortorombico.

## Origine e giacitura
La behoite è presente negli accumuli di terre rare all'interno di un massiccio pegmatitico del precambriano composto da plagioclasi albitici e microclino, si associa ad allanite, gadolinite, criolite e fergusonite.
Si ipotizza come il berillio, nelle zone di alterazione meteorica, si comporti come l'alluminio nel formare la gibbsite.
Nella sua località tipo, la behoite si è formata secondariamente nelle pegmatiti granitiche di Rode Ranch nella contea di Llano, in Texas, come prodotto di conversione vicino alla superficie della gadolinite. Può anche essere presente in tufi vulcanici alterati, come le Honeycomb Hills nella contea di Juab, nello Utah, o in cavità miarolitiche di nefelina-sienite-pegmatitica, come la cava di Poudrette a Monte Saint-Hilaire nel sud-ovest del Quebec, in Canada. A seconda di dove è stato trovato, albite, bastnäsite, calcite, fluorite, microclino, montmorillonite, quarzo e tengerite possono presentarsi come minerali di accompagnamento.
Essendo una formazione minerale rara, la behoite è stata rilevata solo in pochi luoghi, anche se finora sono stati documentati circa 30 siti in tutto il mondo. Oltre alla sua località tipo nelle pegmatiti di Rode Ranch a circa 10 miglia a sud-ovest di Llano e nelle colline precedentemente menzionate nello Utah, il minerale è stato trovato anche nelle pegmatiti di Petrick a circa un miglio a ovest del lago Buchanan, anche nella contea di Llano, e nelle pegmatiti di Clear Creek a circa 1,5 miglia a est sempre del lago Buchanan nella contea di Burnet in Texas. Negli Stati Uniti, la behoite è stata trovata solo nelle cave "Berry-Havey" nella contea di Androscoggin ed "Emmons" a Uncle Tom Mountain nella contea di Oxford, nel Maine.
La behoite è stata trovata anche in Norvegia. L'area intorno a Tvedalen, nei pressi di Vestfold, è diventata particolarmente nota con i ritrovamenti in diverse cave, con la pegmatite "Almenningen" e le cave di granito A/S che sono state catalogate come siti particolarmente ricchi.

Altri siti noti oltre a quelli già menzionati includono la "miniera di Xianghualing" (anche miniera di Hsianghualing) nella contea di Linwu nella provincia cinese di Hunan, sul Nakkaalaaq nel complesso alcalino Ilímaussaq vicino a Narsaq nel comune groenlandese di Kujalleq, e il massiccio di Sakhariok nell'Oblast' di Murmansk e il distretto minerario di Pitkjaranta nella Repubblica di Carelia.

## Forma in cui si presenta in natura
La behoite si rinviene nelle corone di alterazione di masse vetrose di gadolinite, tipicamente di 5–8 cm di diametro, contraddistinte dal colore rosso dell'albite che le include. Le corone di alterazione presentano una complessa struttura all'interno della quale si rinvengono numerosi minerali, tra cui prevalentemente bastnäsite (prevalente), tengerite-(Y), nontronite ed ematite.
La behoite sviluppa cristalli pseudo-ottaedrici o sfenoidi fino a circa sette millimetri di dimensione con strisce e pozzi di incisione sulle superfici lucide simili al vetro. Nella sua forma pura, la behoite è incolore e trasparente. Tuttavia, a causa della rifrazione multipla dovuta a difetti reticolari o alla formazione policristallina, di solito è bianco traslucido o assume un colore rosa pallido a causa di mescolanze estranee.